# Talje (anatomi)
 For alternative betydninger, se Talje. (Se også artikler, som begynder med Talje)
Talje, fra fransk taille. Hos mennesket, det horisontale stykket over hoften, rundt om kroppen ved navlen.
Tajlen Liv, livet kan også betegne tilsvarende stykke på en beklædningsgenstand, såsom en kjole. Livvidden er tøjets omkreds i taljen.
Ifølge WHO anbefales det at taljemålet for en kvinde ikke er over 80 cm og for en mand ikke over 94 cm

Et korset kan benyttes til at få en persons talje til at se mindre ud, så det i støre grad lever op til et udbredt skønhedsideal om en smal tajle. Også kaldet hvepsetalje eller timeglasform.